# フリードリヒ・マックス・ミュラー
フリードリヒ・マックス・ミュラー（ドイツ語: Friedrich Max Müller, 1823年12月6日 - 1900年10月28日）は、ドイツに生まれ、イギリスに帰化したインド学者（サンスクリット文献学者）、東洋学者、比較言語学者、比較宗教学者、仏教学者。

## 経歴
フリードリヒ・マックス・ミュラーは1823年12月、デッサウに生まれた。「フリードリヒ・マックス」という名前は、母親の兄弟フリードリヒと、名付け親となった作曲家カール・マリア・フォン・ウェーバーのオペラ『魔弾の射手』の主人公マックスから取られている。
詩人であった父ヴィルヘルムはミュラーが4歳の時に死去する。ミュラーは父の影響で詩や音楽に関心があり、1829年にライプツィヒのニコライ・スクールでは音楽と古典の勉強を続けるも、知人であったフェリックス・メンデルスゾーンは別の進路を勧めた。
ミュラーはライプツィヒ大学に入学し、1843年、20歳の時に哲学博士号を取得。さらにベルリン大学でサンスクリット学者フランツ・ボップ、哲学者フリードリヒ・シェリングの下で学び、フランクフルトではアルトゥル・ショーペンハウアーに会っている。しかしミュラーに最も影響を与えたのはウジェーヌ・ビュルヌフ（彼のいとこは、アーリア至上主義の創始者として知られるエミール・ビュルヌフ)であった。1845年、ミュラーはパリでビュルヌフに師事し、サンスクリットを学ぶ。ミュラーはビュルヌフの勧めで『リグ・ヴェーダ』の校訂に取り組み、以後文献学者としてサンスクリット文献の校訂と翻訳につとめる。
1848年、ミュラーは駐英大使クリスティアン・C・J・フォン・ブンゼンによってイギリスに招かれる。ブンゼンはイギリス東インド会社の援助によって『リグ・ヴェーダ』の校訂・翻訳を行う人物として、ミュラーに白羽の矢を立てたのである。1849年『リグ・ヴェーダ・サンヒター』全6巻の刊行が始まる(1873年に完結)。1850年にオックスフォード大学教授となった。1854年には、現代諸語のタイラー講座の教授となった。
1858年、オール・ソウルズ・カレッジのフェロー(研究員)となった。1860年、サンスクリットのボーデン講座教授の地位をモニエル・モニエル＝ウィリアムズと争って敗れるが、1868年にはミュラーのために比較文献学の講座が開設された。1870年、講義においてダーウィンの進化論(human evolution)に対して、人間と動物は言語によって明白に隔てられていると強調する。友人であったジョン・ラスキンもこの考えに支持を表明した。
1875年、ミュラーは大学を定年退官するも、教授職号は死去するまで保持した。1879年には『東方聖書（東方聖典叢書）』全50巻の刊行がスタートし、1894年に完結した。
1881年、カントの『純粋理性批判（Critique of Pure Reason）』を翻訳し、今まであった翻訳の誤りを正した。カントの思想を直接的に忠実に表現した著作として「純粋理性批判」を評価した点は、ショウペンハウアーと一致する。アーリアの世界において『ヴェーダ』から始まりカントの『純粋理性批判』で終わったと考えたようである。
1887年、『思考の科学』The Science of Thought(邦訳なし)を刊行。言語を要素ごとに分類し、第3章ではカントの哲学について、第4章では人間と動物を分ける言語という壁について論じている。
1900年、イギリスに渡って以来オックスフォードに住み続けたミュラーは同地で死去した。

## 研究内容・業績

### 神話研究
- ミュラーが師事したビュルヌフの甥は人種差別主義者として悪名高かったが、ミュラーもまたそのような思想に影響を受けていたと言われる。ミュラーの研究は比較神話学研究に影響を与え、さらに、共通起源をもつとされたインド人とヨーロッパ人には「アーリア人」の名称が与えられ、その実在と拡散というモチーフをもつ歴史観もまた拡大した。これは、ヨーロッパの卓越性を証明づけるものとしての人種主義的な要素を含む「アーリア神話」となって後代に学問的のみならず、社会的、政治的にも大きな影響を与えることとなった。
- ミュラーは仏教の擁護、すなわち当時は一般的であった仏教≒ニヒリズムという図式を否定し、仏陀と仏教を擁護した。
- ミュラーは神話を「言語の病」によって生じたと主張し、またインド神話とギリシア神話の固有名の間に対応関係が見出せるとした。さらに印欧語族神話を太陽神話として読み解くことを提唱、同様に神話を暴風神話として読み解いたアダルベルト・クーンらとともに自然神話論的な解釈を展開した。ミュラーの言語偏重ともいえるこうした学説はその後マンハルトらの儀礼を重視する神話研究者たちに取って代わられ、両者の影響をうけたフレイザーを継いだ人類学的な解釈などによって明確に否定された。ミュラーの研究は現在では省みられないもの、一時は一学派を形成し、現在にいたる神話学の隆盛に火をつけた。

### 評価
「1860年から1880年代まで、大雑把なことを言えば、神話や宗教に関心をいだくようになった人々は、その領域がマックス・ミュラーの神話理論によって、完全制覇されていることを、知らなければならなかった。」と言われている。

## 日本に与えた影響
- 1876年にサンスクリット（梵語）研究のため渡英した南條文雄が、オックスフォード大学でミュラーに師事した。南條文雄は彼からヨーロッパにおける近代的な仏教研究の手法を学び、帰国後、日本に近代的な仏教研究方法を伝え、フランスのエティエンヌ・ラモットやシルヴァン・レヴィとともに、日本の近代仏教学の基礎となった。
- 著書の一つ 『比較宗教学』 は、南條文雄によって邦訳され、現代でも読み継がれている。
- 1893年、パリの東洋学のメッカであるギメ東洋美術館で仏教関係の資料の調査と研究を行うことを目的として渡欧した土宜法竜は、短期間イギリスも訪れ、オックスフォードのミュラーを訪ねている[6]。
- 彼のサンスクリットおよび仏教学資料の2万冊にも及ぶコレクションは東京帝国大学へ寄贈され、「マックス・ミュラー文庫」として収蔵されていたが、1923年の関東大震災により焼失した。

## 交友関係
- ミュラーはまた、ルドヴィコ・ザメンホフやレフ・トルストイと親交があったウラジーミル・マイノフ（1871年–1942年?）の影響を受けたエスペランティストの一人でもあった。

## 家族・親族
- 父：ヴィルヘルム・ミュラーは詩人として知られる。シューベルトが曲をつけた『美しき水車小屋の娘』『冬の旅』の作詞者として有名。イギリス首相を4度務めたウィリアム・グラッドストンとは親友であり、ヴィクトリア女王とも親交があった。
- 息子：ヴィルヘルム・マックス・ミュラー（英語版）（1862年 – 1919年）はドイツで学んだ後にアメリカへ渡り、エジプト学の研究者になった。

## 著書
新版の日本語訳
- フリードリヒ・マックス・ミュラー『比較宗教学の誕生 - 宗教・神話・仏教』国書刊行会〈宗教学名著選[7] 第2巻〉、2014年10月。ISBN 978-4336056894
松村一男・下田正弘監修、山田仁史・久保田浩・日野慧運訳
  - 『比較神話学』山田仁史訳、角川ソフィア文庫（上記の抜粋版、松村一男 解説）、2025年2月。ISBN 978-4044008574
- マクス・ミユーレル『比較宗教学　復刻』南條文雄訳、神話学名著選集：ゆまに書房、2003年
- マックス・ミュラー『人生の夕べに』津城寛文訳、春秋社、2003年。ISBN 978-4393291535
- マクス・ミュラー『宗教学入門』塚田貫康訳、晃洋書房、1990年

## 関連書籍
- ハンス・G・キッペンベルグ（ドイツ語版） 「第3章 諸言語が語るヨーロッパの初期宗教史」 『宗教史の発見：宗教学と近代』 月本昭男・渡辺学・久保田浩訳、岩波書店、2005年5月、55-79ページ。ISBN 978-4-00-023412-2。